# Nazionalismo egiziano

La bandiera della Rivoluzione egiziana del 1919. Essa mostra una mezzaluna (simbolo dell'Islam) e una croce (simbolo del Cristianesimo, essenzialmente copto), per sottolineare l'unità dei sentimenti e degli intenti patriottici della nazione egiziana e la comune lotta, al di là delle differenze religiose, per l'indipendenza dal Regno Unito e per la libertà.

Il Nazionalismo egiziano (in arabo القومية المصرية‎?, al-Qawmiyya al-Miṣriyya; IPA: el kɑwˈmejːɑ l.mɑsˤˈɾejːɑ) è un'ideologia manifestatasi nel XIX secolo, in concomitanza con i crescenti condizionamenti politici ed economici britannici in Egitto culminati nell'istituzione di un vero e proprio Protettorato e, dopo il 1930, in forme più o meno pesanti d'ingerenza negli affari di uno Stato solo formalmente libero, finite solo nel settembre del 1956, con la guerra anglo-francese mossa per rendere vana la nazionalizzazione della Compagnia del Canale di Suez decisa dal Presidente della Repubblica Gamāl ʿAbd al-Nāṣer.

## Storia

### L'età di ʿUrābī

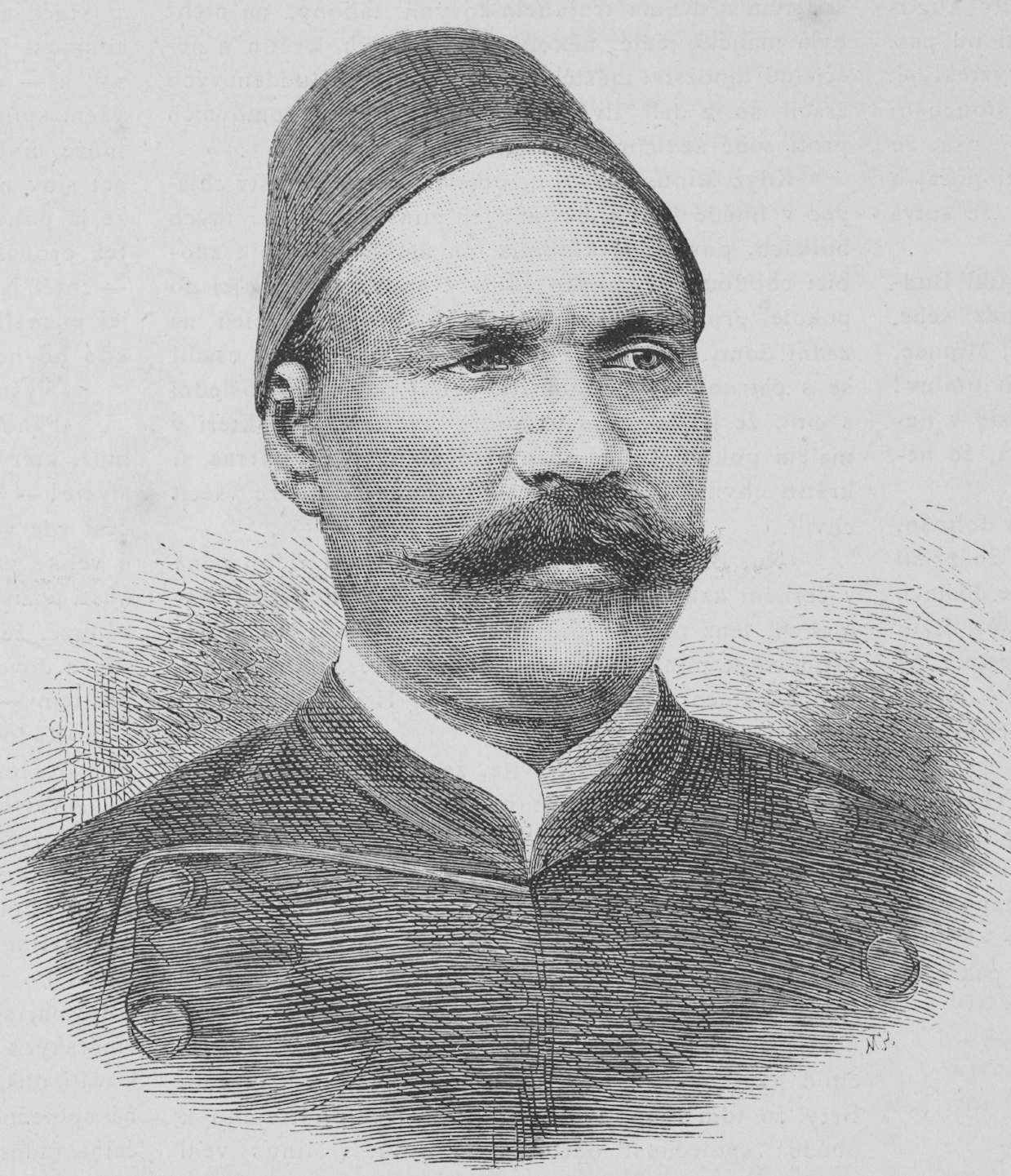
Col. Ahmad ʿUrābī

L'atto di nascita del nazionalismo egiziano viene individuato dagli storici nella rivolta degli ufficiali egiziani, guidata dal col. Ahmad ʿUrābī, contro le politiche del governo egiziano, pesantemente condizionate dal Regno Unito, dopo che Gran Bretagna e Francia avevano assunto il controllo finanziario e dei lavori pubblici del Chedivato - poi trasformato in Regno d'Egitto dalla precisa volontà britannica di rendere vane le possibili rivendicazioni dell'Impero ottomano sull'Egitto.
Nel 1881–1882, gli egiziani militavano in numerose diverse società, genericamente definite Partito Nazionale (Nazionalista), che chiedeva la trasformazione della monarchia in senso costituzionale, osteggiava il controllo di Regno Unito e Francia sul Canale di Suez e avversava il Regno Unito dopo la sua invasione dell'Egitto del 1882, intervenuta  per proteggere gli interessi economici degli azionisti della Compagnia del Canale, messi a rischio dalle follie finanziarie dell'ex-sovrano Isma'il Pascià.
L'intervento armato britannico, dopo la vittoria di Tell el-Kebīr, ebbe successo e ʿUrābī fu arrestato ed esiliato, mentre il (primo) Partito Nazionale fu disciolto.

### L'età di Mustafā Kāmil e Muhammad Farīd. Il Partito Nazionale

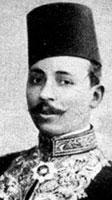
Mustafâ Kāmil Pascià

Nei primi anni dell'intervento militare britannico, la resistenza del nazionalismo fu flebile, dal momento che il Chedive Tawfīq Pascià (reg. 1879–1892) ne soppresse ogni attività. Il nazionalismo egiziano risorse dopo la successione al trono egiziano di suo figlio, ʿAbbās Ḥilmī II (reg. 1892–1914). Vari funzionari di palazzo europei e vicino-orientali raccomandarono al giovane Chedivè di resistere alle pressioni del console generale britannico al Cairo, Sir Evelyn Baring (Lord Cromer), che era il signore de facto dell'Egitto. Sebbene il controllo di Lord Cromer di rinforzi militari giunti dal Regno Unito intimidisse i seguaci del chedivè, nel suo ambiente sorse un movimento d'opposizione informale che chiamò parimenti se stesso “al-Hizb al-Watani” (Partito Nazionale). Il suo leader era Mustafā Kāmil, un avvocato che aveva studiato in Francia che inizialmente aveva operato come collegamento tra ʿAbbās Ḥilmī II e i potenziali sostenitori europei e ottomani del Chedivè. Non appena divenne maggiormente conosciuto, Mustafā Kāmil fondò un quotidiano, al-Liwāʾ (“La bandiera”), una scuola per giovani e un partito politico aperto ad ogni egiziano occidentalizzante che intendeva metter fine all'occupazione britannica. Il nuovo Partito Nazionale lanciava un appello agli studenti, ai giovani professionisti e a quanti ambivano operare all'interno delle strutture governative e che si vedevano bloccare l'accesso a quei posti da quanti simpatizzavano per l'occupante straniero e che erano stati logicamente inseriti dal Regno Unito nei ministeri egiziani per rafforzare il controllo che Londra aveva degli affari egiziani. Numerosi egiziani erano infuriati da quanto accaduto nel cosiddetto "Incidente di Denshawāʾi, in cui numerosi contadini erano stati impiccati, frustati o imprigionati per aver assaltato alcuni ufficiali britannici che erano penetrati per futile passione di sparare ai piccioni nel villaggio di Denshawāʾi, uccidendo invece un gran numero di animali allevati e sparando sui loro proprietari inferociti dalla loro futile iattanza.
I nazionalisti volevano anche che il Chedivè ʿAbbās Ḥilmī II concedesse una Costituzione all'Egitto, con un parlamento scelto in base a libere elezioni e con un governo responsabile di fronte al parlamento, riducendo in tal modo il potere dei consiglieri britannici del governo egiziano. Subito dopo, Mustafā Kāmil divenne presidente del partito Nazionale ma morì improvvisamente, all'età di appena 33 anni. Manifestazioni di dolore sul larga scala si svolsero in occasione dei suoi funerali, a dimostrazione dal vastissimo seguito che il giovane politico s'era saputo guadagnare, in nome di ideali libertari e democratici.
Immediatamente dopo la morte di Mustafā Kāmil, i nazionalisti elessero al suo posto il suo principale collaboratore e vicepresidente del Partito Nazionale, Muhammad Farīd. Sebbene meno carismatico del suo predecessore, Farīd era un uomo di saldi principi, finanziariamente indipendente e determinato a continuare la lotta per la libertà e l'indipendenza egiziana. Oltre a organizzare le sezioni del partito in tutto l'Egitto, egli aprì anche un gran numero di scuole serali per lavoratori e cooperative di consumo, garantendo il suo sostegno alla lenta crescita dei sindacati dei lavoratori. Continuò a ricevere il sostegno delle corti europee – esclusa ovviamente quella britannica – ma Muhammad Farīd rafforzò anche i legami con il governo ottomano e assunse lo sceicco ʿAbd al-ʿAzīz Jāwīsh, uno scrittore musulmano, per guidare il quotidiano al-Liwāʾ. Jāwīsh prese presto a polemizzare con i copti e i britannici e, malgrado la causa del Partito Nazionale fosse sostenuta da molti musulmani, portò il partito di Farīd su posizioni sempre più estremistiche. Quando un membro del Partito Nazionale uccise nel 1910 il Primo ministro egiziano, il copto Butros Ghālī (colpevole, da giudice, di aver avallato acriticamente le decisioni, repressive quanto ingiuste, di una corte a maggioranza britannica, chiamata a giudicare l'"Incidente di Denshawāʾi"),il governo egiziano (incoraggiato dai consiglieri britannici) scatenò una repressione ai danni del Partito Nazionale. Nel giro di due anni, tanto Farīd quanto Jāwīsh, avendo scontato le pene carcerarie cui erano stati condannati, trovarono asilo a Istanbul. Il Partito Nazionale, con molti suoi organi di stampa interdetti, conobbe una rapida eclissi politica.
Concorrenti con i nazionalisti, erano altri due partiti egiziani sorti spontaneamente: il Partito Umma (Hizb al-Umma) e il Partito della Riforma Costituzionale (Hizb al-Iṣlāh al-Dustūrī). Il Partito Umma, composto da proprietario terrieri e intellettuali, invocava un graduale affrancamento del Paese dal Regno Unito, da acquisire in cooperazione con i britannici, grazie a un adeguato rafforzamento dell'istruzione, facendo imparare al popolo egiziano il significato di diritti e doveri del cittadino, non più suddito. Sosteneva la priorità degli interessi dell'Egitto e avversava il panislamismo, evitando collusioni con il chedivè (di accesi sentimenti anti-britannici) e l'Impero ottomano). Il Partito della Riforma Costituzionale, invece, appoggiava i diritti del chedivè a governare l'Egitto e invocava l'unità islamica. Nessuno dei due raccolse però il consenso che in precedenza aveva ottenuto nei suoi anni migliori il Partito nazionale di Mustafā Kāmil e Muhammad Farīd.
Quando scoppiò la prima guerra mondiale, il Regno Unito ruppe i legami diplomatici dell'Egitto con l'Impero ottomano (che nel novembre del 1914 era entrato in guerra a fianco degli Imperi Centrali), deponendo l'inviso ʿAbbās Ḥilmī II, dichiarando un Protettorato britannico sull'Egitto e interdicendo qualsiasi attività nazionalistica per tutta la durata del conflitto mondiale. Malgrado il Consiglio dei Ministri egiziano, gli esponenti principali del ramo legislativo e la popolazione non gradissero affatto tali misure, la presenza militare britannica, aumentata per proteggere il Canale di Suez dopo una prima offensiva ottomano-germanica nel 1915, soffocò qualsiasi tentativo di opposizione. Le condizioni belliche portarono a una sensibile inflazione dei prezzi, a restrizioni riguardanti le superficie agricole destinate alla produzione di cotone, alla legge marziale, ad asfissianti controlli riguardo alle libertà civili, alla coscrizione degli egiziani per condurre campagne militari destinate a porre sotto stretto controllo la Palestina e la Siria contro gli Ottomani, sotto la cui sovranità si trovavano le due realtà arabe vicino-orientali e alla requisizione di animali da tiro e di generi alimentari ai contadini.

### L'età di Saʿd Zaghlūl. IlWafd

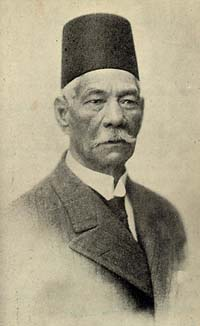
Saʿd Zaghlūl

Durante la guerra gli egiziani cullarono la speranza che i britannici si sarebbero infine ritirati non appena essa fosse terminata, o che gli alleati dei britannici convincessero Londra della sua ingiusta occupazione dell'Egitto. L'idea d'inviare una rappresentanza ( wafd ) politica ai colloqui del dopoguerra, potrebbe essere partita dal nuovo Sultano, Fuʾād I (reg. 1917–1936). La delegazione fu identificata in Saʿd Zaghlūl, ʿAlī Shaʿrāwī, ʿAbd al-ʿAzīz Fahmī, Ahmed Lutfī el-Sayyed, ʿAbd al-Laṭīf al-Makabbātī, Muhammad ʿAlī ʿAllūba, Ḥāmad al-Bāsil e Sīnūt Ḥannā, molti dei quali appartenevano al Partito Umma (Hizb al-Umma). Costoro entrarono nell'agone politico quando Zaghlūl, Fahmī e Shaʿrāwī si recarono dall'Alto Commissario britannico, Sir Reginald Wingate, nel novembre del 1918, due giorni dopo la firma dell'armistizio con la Germania, esponendo il loro desiderio di recarsi a Londra per negoziare col Foreign Office per metter fine al Protettorato britannico. Una richiesta simile fu fatta lo stesso giorno dal Primo ministro egiziano Husayn Rushdī e da ʿAdlī Yakan Pascià. Il Foreign Office replicò che era troppo occupato a preparare la Conferenza di pace di Parigi per poter incontrare una deputazione ufficiale egiziana, lasciando solo Zaghlūl, che aveva convocato i deputati egiziani, a chiedere la completa indipendenza dell'Egitto e a proporre di guidare una delegazione egiziana alla Conferenza di pace di Parigi. Quando il Regno Unito rigettò le credenziali di Zaghlūl e dei suoi amici, miranti a rappresentare l'Egitto, i sostenitori del gruppo egiziano cominciarono subito ad agire per guadagnare consenso ulteriori nella pubblica opinione e a far circolare petizioni perché fosse autorizzato il loro wafd (delegazione) a parlare per conto degli egiziani. Wingate rifiutò ogni incontro politico e il ministro dell'Interno sequestrò alcune delle petizioni già avanzate, ma  Rushdī e ʿAdlī si dimisero dal governo egiziano quando il Foreign Office rifiutò persino di vederli. Zaghlūl e i suoi sostenitori inviarono memoranda alla Conferenza di Parigi, al Presidente degli Stati Uniti Woodrow Wilson, ai rappresentanti delle potenze occidentali in Egitto e ai suoi residenti stranieri.

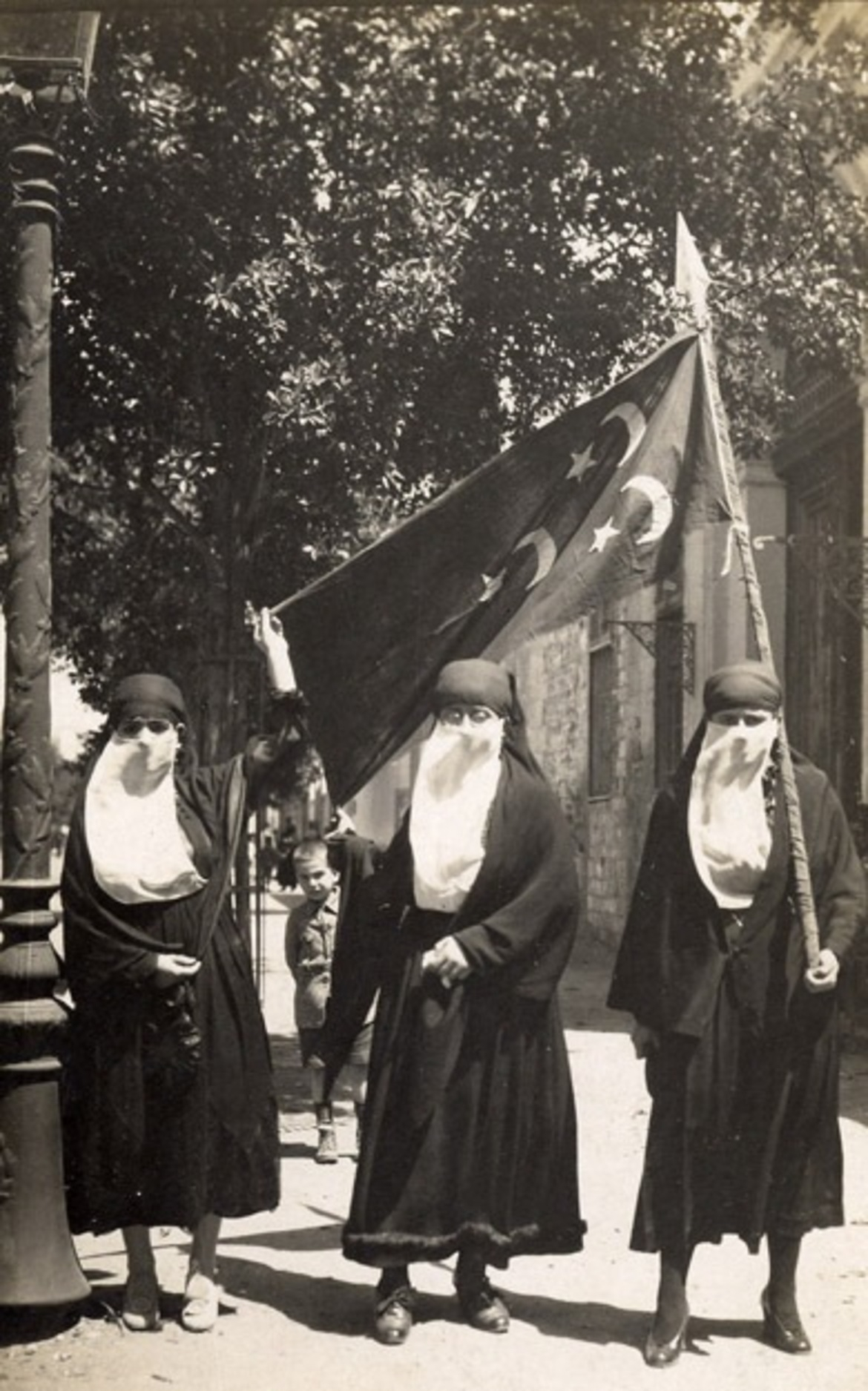
Donne egiziane dimostrano assieme agli uomini in occasione della Rivoluzione egiziana del 1919, esplosa subito dopo la misura britannica di esilio ai danni del leader nazionalista Saʿd Zaghlūl

Sebbene il principale obiettivo del Wafd fosse quello di ottenere la completa indipendenza dell'Egitto con strumenti pacifici, il fallimento britannico nel giudicare la diffusa popolarità del Wafd, indusse il Regno Unito a prendere misure repressive nel marzo, inclusa quella dell'incarcerazione di Zaghlūl e di tre suoi colleghi (Isma'il Sidqi, Muhammad Mahmud e Hamad al-Bassal), facendo divampare la cosiddetta Rivoluzione del 1919, in cui tutte le classi sociali e religiose si allearono per opporsi alle vessatorie misure britanniche. Anche l'elemento femminile partecipò in modo convinto alle manifestazioni. Londra nominò allora Alto Commissario il generale Edmund Allenby in sostituzione di Wingate, autorizzandolo ad assumere ogni iniziativa opportuna per riportare l'"ordine" nel Paese.

Allenby, da buon militare, obbedì agli ordini, esprimendo nella repressione da lui messa subito in atto una straordinaria durezza ma, al contempo, dichiarò Zaghlūl libero di recarsi a Parigi. Gli altri wafdisti sottoscrissero un patto, scelsero Zaghlūl come presidente del Wafd e s'impegnarono a non negoziare senza l'autorizzazione di Zaghlūl stesso. Formalmente si organizzarono come un partito politico di stampo europeo, delegando molti dei suoi poteri al loro leader. Una volta libero, Zaghlūl fu lasciato libero di recarsi alla Conferenza di pace e gli altri diciassette componenti della Delegazione egiziana s'incontrarono prima della loro partenza per formare un Comitato Centrale incaricato subito di reperire i fondi necessari all'impresa e di diffondere le opportune informazioni circa la situazione della loro patria. Esso divenne così il centro nevralgico della resistenza egiziana al dominio britannico. Quando il Regno Unito destinò la missione condotta da Alfred Milner ad affrontare politicamente la questione in Egitto, Il Comitato Centrale del Wafd organizzò un boicottaggio e dimostrazioni contro di essa.

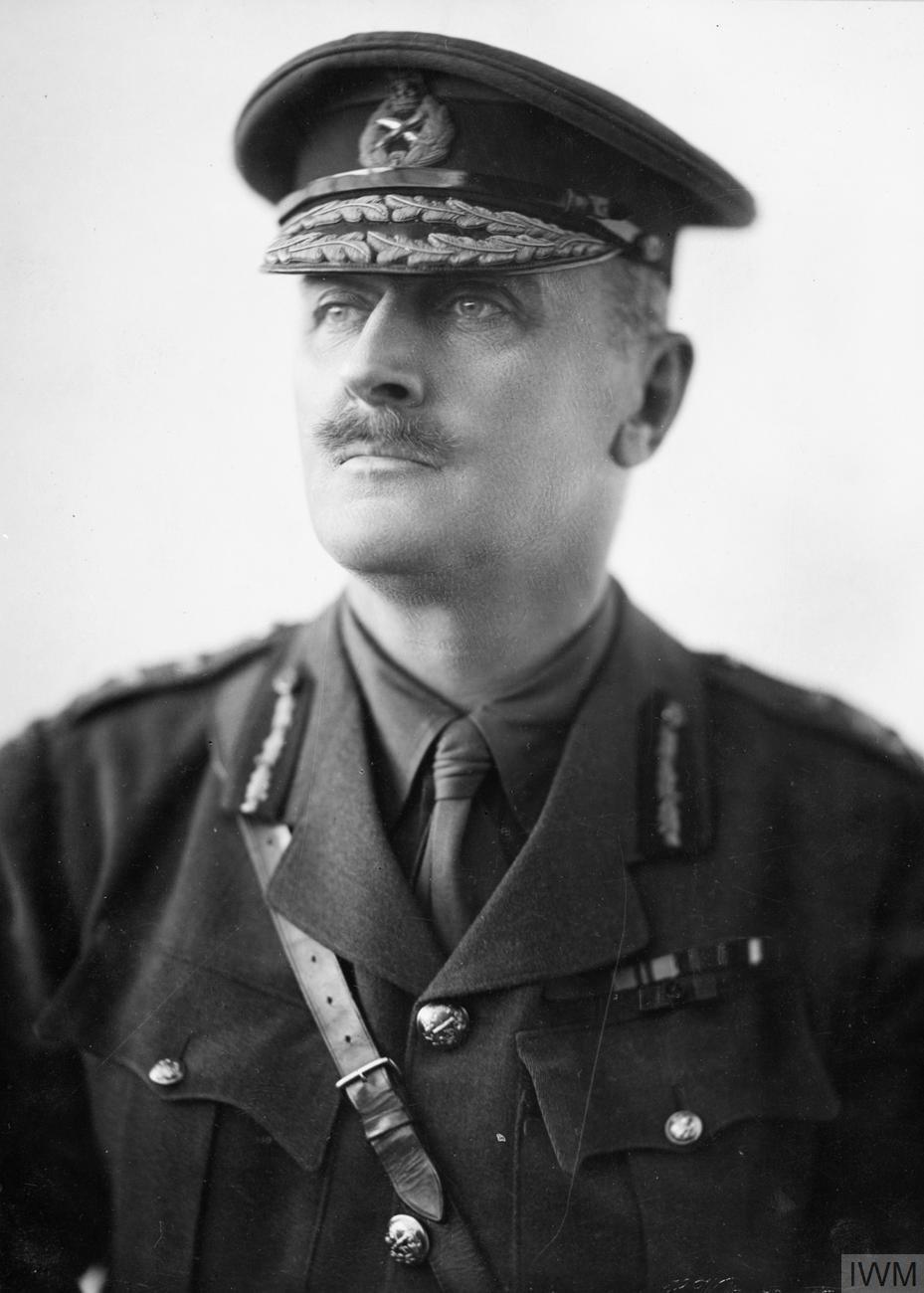
Il gen. Allenby

Le speranze del Wafd di potersi esprimere direttamente nella Conferenza, cozzò con l'atteggiamento statunitense, in cui ai principi spesso e volentieri proclamati di democrazia furono anteposti quelli dell'incrollabile unione d'intenti con il Regno Unito, tanto da far loro riconoscere come legittimo il Protettorato britannico sull'Egitto.

Nell'impossibilità di rivolgersi direttamente ai vincitori del primo conflitto mondiale, i membri del Wafd diffusero manifesti e s'incontrarono con politici e delegati, cercando di ottenere solidarietà per la loro0 causa indipendentistica. Nel 1920 Lord Milner e Zaghlūl tennero colloqui informali sulla questione egiziana, senza però giungere ad alcun accordo. Nuovi disordini scoppiarono in Egitto nel 1921 e la Gran Bretagna non seppe far dio meglio che esiliare di nuovo Zaghlūl, ingigantendone inevitabilmente la popolarità tra gli egiziani. Alcuni degli uomini che avevano costituito  il Wafd formarono nel 1922 il Partito dei Liberali Costituzionali (Ḥizb al-aḥrār al-dustūriyyīn, sulle stesse posizioni del vecchio Partito Umma), contrari com'erano all'intransigenza politica wafdista e più inclini a trattare con la Potenza britannica. Ciò non fece guadagnare un ampio sostegno al partito, giudicato incline al compromesso, ma gli fece ottenere un discreto appoggio dalle classi alto-borghesi, dei proprietari terrieri e da «un certo numero di aristocratici aventi legami con la corte», ma ebbero se non altro il merito di delineare le linee-guida della Costituzione egiziana del 1923.